# Грибоедово (Мордовия)
Грибоедово — село в Мордовии в составе России. 
Входит в городской округ Саранск.  Административно относится к Горяйновскому сельсовету, подчинённому администрации Октябрьского района Саранска.

## География
Находится на расстоянии примерно 8 километров по прямой к юго-востоку от города Саранск.

## История
Основано в конце ХVII — начале XVIII века служилыми дворянами Грибоедовыми. В 1869 году было учтено 148 дворов, известно о сооружении деревянной Спасской церкви в 1890 году (не сохранилась).

## Население
| 2002 | 2010 |
| ---- | ---- |
| 82   | ↘74  |

Постоянное население составляло 82 человек (русские 89 %) в 2002 году, 74 в 2010 году.